# La signorina Cormon
La signorina Cormon (La vieille fille, in italiano, letteralmente "La zitella")  è un romanzo breve di Honoré de Balzac scritto e pubblicato nel 1836. 
Il romanzo fa parte del progetto della Commedia umana, in particolare della sezione "Scene di vita in provincia" (Scènes de la vie de province), sottosezione "I rivali" (Les Rivalités).

## Genesi dell'opera
La vieille fille è storicamente uno dei primi romanzi ad essere stato pubblicato a puntate su un quotidiano. Apparve infatti sul quotidiano parigino La Presse in dodici puntate, dal 23 ottobre al 4 novembre 1836, con l'unica interruzione del 31 ottobre; non appariva tuttavia stampato en feuilleton, cioè in fondo alla prima pagina come poi sarà la norma negli anni successivi, ma ospitato nelle pagine interne del quotidiano nella rubrica "Variétés". La Presse era stato fondato da Émile de Girardin il 1º luglio 1836 con l'obiettivo di attrarre lettori appartenenti alla piccola borghesia, e Balzac era lo scrittore più popolare dell'epoca. Il romanzo fu raccolto poi in volume nel 1837 presso l'editore Werdet, prima di essere inserito, assieme a Il gabinetto delle antichità, nel gruppo "Les Rivalités des Scènes de la vie de province de La Comédie humaine pubblicata in volume nel 1844 nell’edizione Furne.
Nell'edizione Furne del 1844 compariva la dedica di Balzac all'ingegnere Eugène-Auguste-Georges-Louis Midy de la Greneraye Surville. Costui era il cognato di Balzac, avendo sposato nel 1840 Laure de Balzac, sorella di Honoré. Il manoscritto del romanzo fu donato dall'autore alla propria amante Frances-Sarah Lovell, moglie del conte Emilio Guidoboni-Visconti.

## Trama
La vicenda si svolge ad Alençon, una cittadina francese di secondaria importanza. Nel 1816 Rose-Marie-Victorie Cormon è una quarantenne, corpulenta e un po' sprovveduta, ultima discendente di una ricchissima famiglia borghese imparentata da secoli con la nobiltà, disposta a sposarsi con qualcuno degno della sua posizione sociale. La ricca ereditiera ha due accreditati pretendenti, appartenenti a classi sociali nemiche: il cavalier de Valois, distinto gentiluomo fautore dell'Ancien Régime, e il signor Bousquier, ricco affarista borghese politicamente liberale. I due competitori lottano allo spasimo, ricorrendo anche a sistemi poco eleganti. Vince infine il rozzo e cinico Bousquier il quale sposa la ricca e ingenua zitella. Esisteva in realtà anche un terzo pretendente, uomo sinceramente innamorato della signorina, il giovane Athanase Granson; morirà suicida per amore.

## Critica
Balzac ha preso molto sul serio i vincoli della pubblicazione seriale e ha fatto ricorso, sia pure sporadicamente, alle tecniche cliffhanger, per esempio sforzandosi di conferire una relativa autonomia a ogni puntata o di stimolare la curiosità del lettore con annunci accattivanti. Nel romanzo sono inoltre frequenti i doppi sensi, spesso a sfondo erotico. Ciononostante, La signorina Cormon è uno dei migliori romanzi di Balzac, considerato tale dallo stesso autore
 o da autorevoli lettori, come, per esempio, Marcel Proust. Il romanzo attirò inoltre l’attenzione di Erich Auerbach, di Fredric Jameson, che ne ha dato un’interpretazione marxista, di Philippe Hamon, Philippe Berthier, Stéphane Vauchon e di Nicole Mozet. Sorprendentemente, è stato tradotto in lingua italiana solo nel 2015.

## Edizioni
- Honoré de Balzac, «La Vieille fille», La Presse, dal 23 ottobre al 4 novembre 1836
- Honoré de Balzac, La grande Bretèche ou les trois vengeances. La Vieille fille, Coll. Études de mœurs au XIXe siècle, Tome VII, Seconde série. Scènes de la vie de province. III volume, Paris: Werdet, 1837.
- Honoré de Balzac, Vieille fille; par M. de Balzac, Bruxelles: Société belge de librairie, 1837
- Honoré de Balzac, Scènes de la vie de province, par M. de Balzac, Vol. 2: La vieille fille; La grenaidere; Message; La grande Bretèsche; L'illustre Gaudichard; Nouvelle éd., revue et corrigée, Paris: Charpentier, 1839
- Honoré de Balzac,  Oeuvres completes de M. de Balzac: La comedie humaine, Volume VII, Tome III: Scènes de la vie de province. Paris: Furne, 1844
- Honoré de Balzac, La signorina Cormon; traduzione di Francesco Monciatti; a cura di Pierluigi Pellini, Collezione Il divano 296, Palermo: Sellerio, 2015, ISBN 978-88-389-3294-6